# هانری دو ماسو
هانری دو ماسو (انگلیسی: Henri de Massue; ۹ آوریل ۱۶۴۸ – ۳ سپتامبر ۱۷۲۰) سیاست‌مدار و نظامی اهل فرانسه بود.